# August Wilhelm Iffland
August Wilhelm Iffland (ur. 19 kwietnia 1759 w Hanowerze, zm. 22 września 1814 w Berlinie) – niemiecki aktor, reżyser i dramatopisarz.
Od 1777 występował w teatrach w Gocie, Mannheim i Berlinie, grał role dramatyczne, m.in. Franciszka Moora (jako pierwszy odtwórca tej roli) w Zbójcach Schillera czy tytułowa rola w Królu Learze Szekspira, i charakterystyczne. W 1796 został dyrektorem Nationaltheater. Napisał wiele sztuk obyczajowych, m.in. Gracz (wyst. 1798) z gatunku tzw. dramatów mieszczańskich, cieszących się współcześnie wielkim powodzeniem. Poza tym reżyserował i wystawiał m.in. dramaty Goethego, Schillera i Szekspira.